# Missing You (série télévisée)
Pour les articles homonymes, voir Missing You.
Bogosipda (coréen : 보고싶다, également connu sous le nom Missing You ou I Miss You) est une série télévisée sud-coréenne en 21 épisodes de 70 minutes diffusée du 7 novembre 2012 au 17 janvier 2013 sur MBC en Corée du Sud.

## Synopsis
Lee Soo-yeon, 15 ans  est victime d'intimidation à l'école. Elle est ciblée car son père était un meurtrier. Elle rencontre Han Jung-woo, le fils d'un chaebol et gangster. Jung-woo protège Soo-yeon des tyrans, ils deviennent amis et tombent amoureux. 
En parallèle, le père de Jung-woo retient en otage la maitresse de son père, récemment décédé, et qui a légué à sa maitresse une importante somme d'argent pour protéger son fils, Kang Hyung-joong. Le père de Jung-woo menace de le tuer si elle ne lui donne pas l'argent, mais grâce à l'aide d'une infirmière, elle parvient à cacher son fils et l'argent, et à persuader l'infirmière de faire enlever Jung-woo, pour ensuite quitter le pays.
À la suite de cela, Jung-woo est enlevé et Soo-yeon, qui est témoin de l'enlèvement, tente de l'aider - mais est également capturée.
Jung-woo réussi à s'enfuir, mais abandonne Soo-yeon. Il est sauvé par son père qui refuse d'aider Soo-yeon, et qui réussit à la faire passer pour morte. Cependant, elle est trouvée par Hyung-joong et l'infirmière, qui lui sauvent la vie, et qui quittent le pays avec elle.
14 ans plus tard, Jung-woo est devenu un détective rongé par les remords, et qui recherche désespérément Soo-yeon, persuadé qu'elle n'est pas morte. Le destin fait qu'ils se retrouvent, mais qu'elle est loin de lui pardonner...

## Distribution

### Acteurs principaux
- Park Yoochun : Han Jung-woo[2],[3],[4]
- Yoon Eun-hye : Lee Soo-yeon/Joy Lee[5],[6],[7],[8],[9],[10],[11]
- Yoo Seung-ho : Kang Hyung-joon/Harry Borrison[12],[13],[14]

### Acteurs secondaires
- Jang Mi-in-ae : Kim Eun-joo
- Han Jin-hee : Han Tae-joon
- Song Ok-sook : Kim Myung-hee
- Do Ji-won : Hwang Mi-ran
- Lee Se-young : Han Ah-reum
- Oh Jung-se : Joo Jung-myung
- Song Jae-ho : Choi Chang-shik
- Jun Kwang-ryul : Kim Sung-ho
- Kim Sun-kyung : Jung Hye-mi
- Cha Hwa-yeon : Kang Hyun-joo
- Kim Mi-kyung : Song Mi-jung
- Jo Deok-hyun : secrétaire Nam
- Park Sun-woo : Kang Sang-deuk
- Jung Suk-yong : lieutenant du poste de police

### Acteurs étendues
- Kim So-hyun : Lee Soo-yeon (jeune)
- Yeo Jin-goo : Han Jung-woo (jeune)
- Ahn Do-kyu : Kang Hyung-joon (jeune)
- Yoo Yeon-mi : Kim Eun-joo (jeune)
- Jeon Min-seo : Han Ah-reum (jeune)
- Chun Jae-ho : assistant Yoon
- Kim Sae-ron : Bo-ra (caméo de voix, ep 11)[15]

## Réception
| Numéro de l'épisode | Date de diffusion | Part d'audience moyenne | Part d'audience moyenne     | Part d'audience moyenne | Part d'audience moyenne     |
| Numéro de l'épisode | Date de diffusion | TNmS                    | TNmS                        | AGB Nielsen             | AGB Nielsen                 |
| Numéro de l'épisode | Date de diffusion | Tout le pays            | Région de la capitale Séoul | Tout le pays            | Région de la capitale Séoul |
| ------------------- | ----------------- | ----------------------- | --------------------------- | ----------------------- | --------------------------- |
| 1                   | 7 novembre 2012   | 7,7 %                   | 8,4 %                       | 7,7 %                   | 9,0 %                       |
| 2                   | 8 novembre 2012   | 6.9%                    | 7.9%                        | 6.2%                    | 7.2%                        |
| 3                   | 14 novembre 2012  | 8,0 %                   | 10,0 %                      | 6,6 %                   | 7,6 %                       |
| 4                   | 15 novembre 2012  | 8,4 %                   | 9,9 %                       | 7,0 %                   | 7,5 %                       |
| 5                   | 21 novembre 2012  | 10,3 %                  | 12,1 %                      | 10,2 %                  | 11,2 %                      |
| 6                   | 22 novembre 2012  | 11,9 %                  | 14,0 %                      | 11,0 %                  | 12,7 %                      |
| 7                   | 28 novembre 2012  | 12,5 %                  | 15,0 %                      | 10,6 %                  | 11,9 %                      |
| 8                   | 29 novembre 2012  | 12,1 %                  | 14,2 %                      | 10,1 %                  | 11,8 %                      |
| 9                   | 5 décembre 2012   | 10,7 %                  | 12,5 %                      | 11,0 %                  | 12,5 %                      |
| 10                  | 6 décembre 2012   | 12,9 %                  | 15,3 %                      | 11,5 %                  | 12,7 %                      |
| 11                  | 12 décembre 2012  | 14.2%                   | 17,4 %                      | 11.7%                   | 13,3 %                      |
| 12                  | 13 décembre 2012  | 13,9 %                  | 17.9%                       | 11,6 %                  | 13.8%                       |
| 13                  | 20 décembre 2012  | 11,9 %                  | 15,1 %                      | 9,7 %                   | 10,8 %                      |
| 14                  | 26 décembre 2012  | 12,2 %                  | 15,2 %                      | 10,5 %                  | 11,8 %                      |
| 15                  | 27 décembre 2012  | 10,9 %                  | 13,8 %                      | 11,2 %                  | 12,8 %                      |
| 16                  | 2 janvier 2013    | 11,1 %                  | 12,9 %                      | 10,9 %                  | 12,4 %                      |
| 17                  | 3 janvier 2013    | 12,2 %                  | 15,0 %                      | 10,4 %                  | 12,2 %                      |
| 18                  | 9 janvier 2013    | 11,8 %                  | 14,0 %                      | 10,2 %                  | 11,8 %                      |
| 19                  | 10 janvier 2013   | 12,9 %                  | 15,4 %                      | 10,9 %                  | 12,8 %                      |
| 20                  | 16 janvier 2013   | 12,3 %                  | 15,4 %                      | 10,6 %                  | 11,7 %                      |
| 21                  | 17 janvier 2013   | 11,8 %                  | 14,4 %                      | 11,6 %                  | 13,2 %                      |
| Moyenne             | Moyenne           | 11,3 %                  | 13,6 %                      | 10,0 %                  | 11,5 %                      |

## Bande-originale
1. 떨어진다 눈물이 (The Teardrops Are Falling) – Wax
2. 바라보나봐 (Just Look At You) – Chung Dong-ha de Boohwal[18]
3. 니 얼굴 떠올라 (Reminds of You) – Byul (feat. Swings)
4. 사랑하면 안돼요 (Don't Love Me) – Lee Seok-hoon de SG Wannabe[19]
5. 마법의 성 (Magic Castle) – Melody Day
6. 슬픔 (Sorrow)
7. 외로움 (Loneliness)
8. 절망 (Despair)
9. 두려움 (Awe)
10. 기다림 (Waiting)
11. 보고싶다 (I Miss You)
12. Decisive (Inst.)
13. 마법의 성 (Magic Castle) (Inst.)
14. 사랑하면 안돼요 (Don't Love Me) (Inst.)
15. 니 얼굴 떠올라 (Reminds of You) (Inst.)
16. 바라보나봐 (Just Look At You) (Inst.)
17. 떨어진다 눈물이 (The Teardrops Are Falling) (Inst.)
18. The Wind is Blowing (Inst.)

## Diffusion internationale
- MBC (2012-2013)
- GTV / ELTA TV (2013)
- TVB (2013-2014)
- Asian Air Theater (2013)
- DATV (2013)
- ABS-CBN (2013)
- TV9 (2013)
- TV100 (2013)

## Récompenses
2012 MBC Drama Awards
- Prix d'excellence, acteur dans une mini-série - Park Yoochun[20]
- Meilleur acteur de l'enfant[pas clair] - Yeo Jin-goo
- Meilleure actrice de l'enfant - Kim So-hyun
- Prix d'interprétation d'or, acteur dans une mini-série - Jun Kwang-ryul
- Attribution de popularité - Yoon Eun-hye
- Étoiles Hallyu de l'année - Yoon Eun-hye

2013 Baeksang Arts Awards
- Acteur populaire (TV) - Park Yoochun